# Otokar Březina
Otokar Březina, vlastním jménem Václav Ignác Jebavý (13. září 1868 Počátky – 25. března 1929 Jaroměřice nad Rokytnou), byl český básník a spisovatel, představitel symbolismu. Ovlivnil vývoj české poezie ve 20. století.

## Život

### Mládí
Narodil se 13. září 1868 v Počátkách čp. 224 manželům Ignáci Jebavému (obuvníku a měšťanu v Počátkách) a jeho manželce Kateřině, rozené Fákové. Pokřtěn byl jako Václav Ignác Jebavý. Otec byl již potřetí ženat a syn Václav vyrůstal jako jediné dítě starších rodičů. (V době svatby, v roce 1866, bylo Ignáci Jebavému 50 let a manželce Kateřině 34 let).
Po základní školní docházce v Počátkách přestoupil v roce 1883 na jezuitské gymnázium v Telči. Zúčastnil se zde kulturního života a maturoval v roce 1887. Byl spolužákem a spolubydlícím Františka Bauera-Martinkovského.

### Učitel

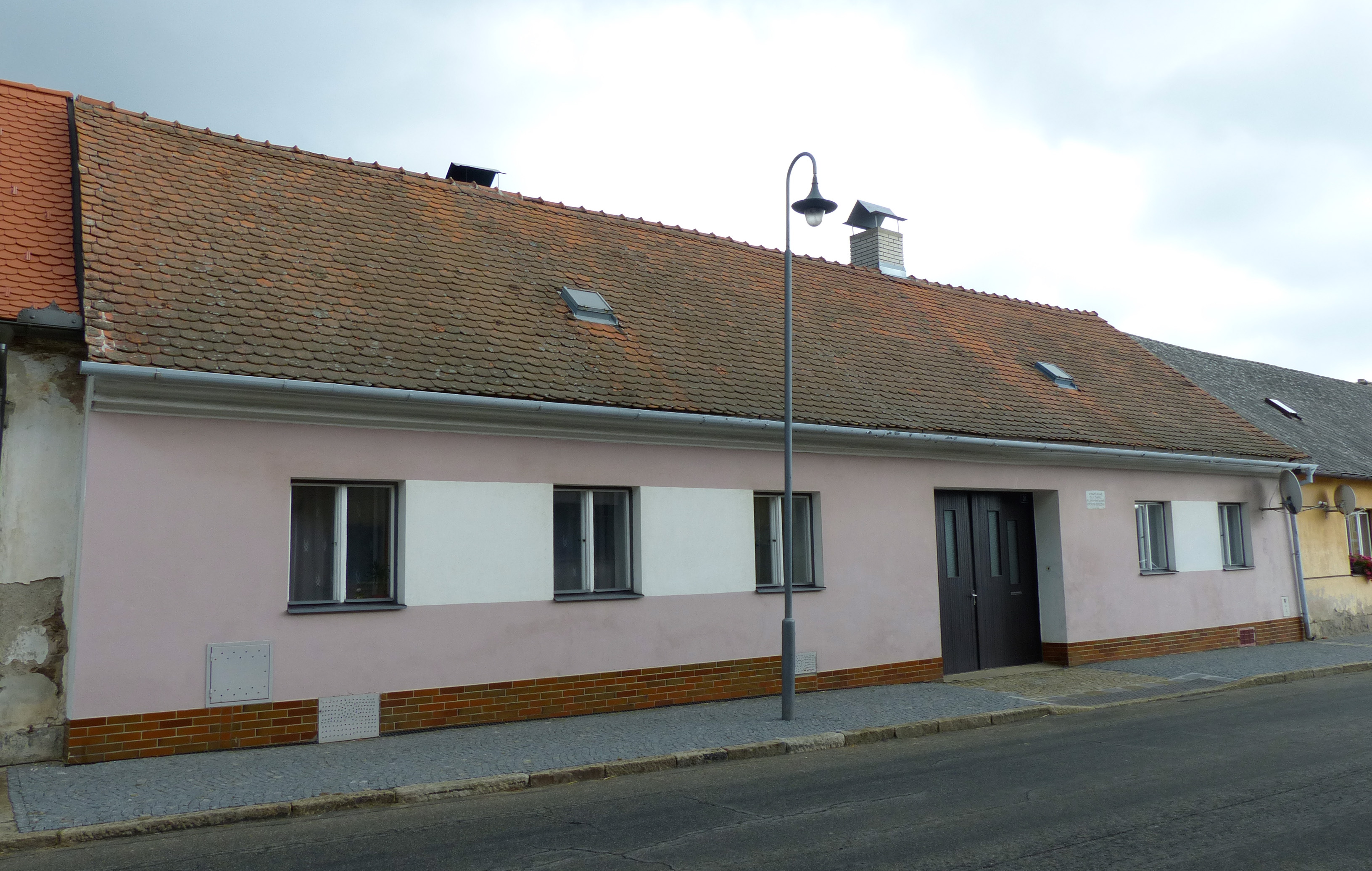
Březinův dům v Nové Říši

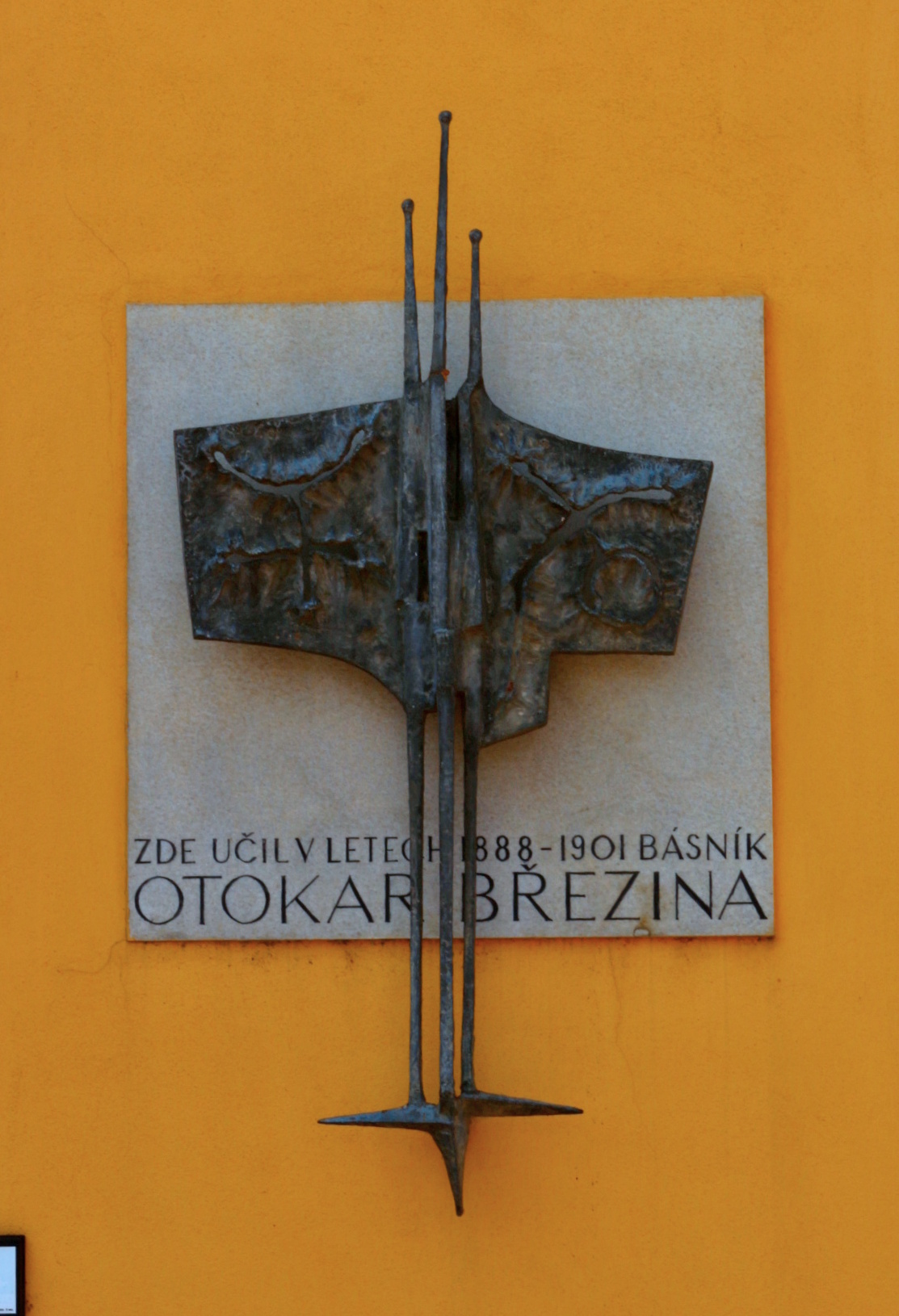
Pamětní deska Otokara Březiny na budově městského úřadu v Nové Říši

Po maturitě se stal učitelem v Jinošově u Náměště nad Oslavou. V tomto období začala jeho osamělost a také korespondence s mnoha známými osobnostmi (Čapek, Hora, Šrámek a další). Seznámil se s Annou Pammrovou, dcerou revírníka z nedaleké myslivny, a stali se z nich duchovně spříznění přátelé, kteří si celý život dopisovali. V Jinošově se začal věnovat básnické tvorbě, ale většinu svých prací z této doby zničil.
V roce 1888 získal doplňkovou maturitu na učitelském ústavu v Praze a poté působil v letech 1888–1901 v Nové Říši na Moravě, nedaleko svého rodiště. Oba rodiče mu zemřeli během jednoho týdne, v únoru roku 1890. V Nové Říši žil osaměle. Věnoval se studiu jazyků, filozofii a vlastní tvorbě.
V roce 1894 složil v Soběslavi učitelskou zkoušku pro měšťanské školy, na kterých učil od roku 1901 v Jaroměřicích nad Rokytnou. Od roku 1914 učil se sníženým úvazkem. Od roku 1919 až do penzionování čerpal tvůrčí dovolenou. V domě, kde bydlel, je dnes literární muzeum Otokara Březiny. Jeho obsáhlá knihovna čítající více než 3500 titulů (asi 4500 svazků) je uložena v Moravské zemské knihovně v Brně.

### Závěr života
V roce 1925 odešel definitivně do penze. Roku 1929 zemřel na vrozenou srdeční vadu. Je pochován v Jaroměřicích nad Rokytnou. Náhrobek s názvem Tvůrce a jeho sestra bolest vytvořil Březinův přítel, sochař František Bílek.
Bezprostředně po jeho smrti vyšla celá řada vzpomínkových knih, z nichž nejproslulejší je Mé svědectví o Otokaru Březinovi. Psal ji jeden z mála Březinových blízkých přátel Jakub Deml po dobu více než třiceti let. Po vydání vyvolala publikace řadu polemik.

## Dílo

### Literární vývoj

#### 1887–1892
Březina psal hlavně prózu – opouští anekdotickou linii, v jeho tvorbě převládá naturalismus, základními motivy tohoto období jsou smrt (1890 mu náhle krátce po sobě zemřeli oba rodiče), vzpomínka na minulost a nepřekonatelná osamělost: novely Důležitý den života příštipkáře, Protější okno.

#### 1890–1891
Vznikl Román Eduarda Brunnera. Roku 1892, poté, co nebyl otištěn ve Světozoru, jej autor zničil.

#### 1892–1903
V Březinově rozpoložení převládá deprese, melancholie, pochybnosti o smyslu tvorby (čte Baudelaira a Schopenhauera). Je to doba zásadního uměleckého přerodu: Březina přijímá Schopenhauerův názor, představu světa jako absolutního sebeklamu a iluze, čímž ospravedlňuje výlučnost své samoty i negativní poměr k všední skutečnosti. Překonat svět bylo podle Schopenhauera možné pouze přijetím subjektivního snu, v jehož samotě člověk nalézá sám sebe jako jediný zdroj útěchy a duchovní svobody.
Tehdy vzniká Březinův projekt aristokraticky výlučného Umění. Realistický prozaik se mění v symbolistického básníka. Současně s ním dochází k obecné proměně české literatury. Česká literatura procházela v tomto období krizí a ocitla se v hraničním pásmu, kde nebylo možno pomocí stávajících realisticko-lumírovských výrazových prostředků dojít k nové a vyšší stylové dokonalosti a nebylo možné jimi autenticky vyjádřit životní pocity. U mnoha básníků dochází k prudkým vývojovým zvratům (Antonín Sova, Karel Hlaváček, Stanislav Kostka Neumann, Jiří Karásek ze Lvovic).
Dalším pro Březinu i obecně důležitým momentem je Šaldova stať Synthetism v novém umění 1892:
| „                                         | Nové umění je polemika s racionalistickými tradicemi a pozitivistickými koncepcemi, odmítnutí umění jako pouhé poetizace reality, zdůraznění intuice, zrušení rozdílu mezi obsahem a formou, symbolizace zintenzivňující poznání | “ |
| — F. X. Šalda, Literární listy XIII, 1892 | |   |

Březina přijal Šaldovy teoretické zásady patrně nejdůsledněji z celé generace a zcela odmítl svou dosavadní tvorbu. Nyní spatřuje nejvyšší formu lidské aktivity ve filozofické reflexi a v umění (novoplatónský idealismus). Náboženská fakta = symboly; mysticismus = estetický prvek. Březina nehledá svůj cíl ve spočinutí v Bohu, ale v konstruování vizí a symbolistické koncepci světa a univerza.
Své názory na umění představil ve sbírce jedenácti esejů, která pod názvem Hudba pramenů vyšla v roce 1903. Začal pracovat na druhé knize, která měla mít název Skryté dějiny. První čtyři eseje vyšly v časopisech, ale Březina se rozhodl nepokračovat a rukopisy spálil. 

#### 1907
Devětatřicetiletý básník uzavírá své dílo – krize básníkovy noetické základny byla doprovázena i krizí symbolistických výrazových prostředků.

### Charakteristika díla
Jeho první literární pokusy spadají do let 1883–1887, kdy studoval na reálném gymnáziu v Telči – (sociální epika, historické povídky, humoresky, fejetony, vše laděno v harmonických barvách maloměstského spektra) – psal je pod pseudonymem Václav Danšovský, údajně podle ulice, ve které bydlel. Jeho první tištěné básně (časopis Vesna, červen 1886) mají epický charakter a snaží se s mírně sociálním podtextem básnicky ztvárnit prostý životní příběh (jako epika S. Čecha). Tímto typem poezie, velice často pouze verbalizujícím dobové vlastenecké nálady, se Březina nejvíce přiblížil maloměšťáckému ideálu básníka. V próze používal naivně bodrého humoru, s nímž se snažil vykreslit po Nerudově vzoru různé typy lidí. Na přání redaktorů časopisu si zvolil nový pseudonym: jméno Otokar Březina viděl náhodně na dveřích jednoho domu. Používal ho od roku 1892.
Březinova básnická tvorba, stojící často na samém pomezí mezi uměním a filozofickou meditací, patří umělecky i myšlenkově k nejnáročnějším hodnotám evropského literárního symbolismu. Březina zcela ve shodě se symbolistickou teorií vnímal náboženská fakta toliko jako symboly a anektoval je především pro jejich esoteričnost a estetické hodnoty. Stejně tak jeho mysticismus je výhradně estetický. Březina nehledá svůj cíl v spočinutí v Bohu, ale v konstituování snů a vizí; místo mystického vytržení směřujícího k symbióze s Bohem chce odhalovat tajemství bytí a smrti proto, aby extatické vytržení proměnil v básnický tvar.
I když jsou konstanty Březinova duchovního světa v lecčems ovlivněny křesťanstvím, neřídí se jeho duchovní svět zákonitostmi křesťanské spirituality, ale je mnohem více prodchnut subjektivní duchovností filozofického idealismu v jeho platónsko-kantovské podobě.
Celé Březinovo dílo prostupuje základní zákonitost: každé vzepětí, opojení či radost je vzápětí vystřídáno depresí, únavou a smutkem. Tyto dva póly, mezi nimiž Březinův básnický svět osciluje, ovládají nejen myšlenkovou vrstvu jeho poezie, ale ovlivňují i tvar jeho veršů – v básnických vizích, v nichž je vyostřen konflikt mezi snem a skutečností převládá volný verš, zatímco v subjektivněji laděných verších, bližších tradiční lyrice, převažuje pravidelné veršové metrum a zdůrazňuje se veršová hudebnost.
Březinova veršová výstavba i jeho obraznost představují jeden z nejsložitějších a nejrafinovanějších básnických jevů v celých dějinách české literatury. Metafora v jeho pojetí nevyjadřuje jen určité pocity, nálady a stavy (jako např. u K. Hlaváčka), ale má vždy určité konkrétní jádro, podřizované jednotícímu kompozičnímu záměru. Jádro metafory tvoří základní kontext básně, který neprolíná s ostatními obrazovými kontexty, čímž vzniká metaforicky složitá osnova básně.
Literární dílo Otokara Březiny představuje ucelený a uzavřený vrchol českého literárního symbolismu. Na půdorysu jeho díla jsou výrazně patrny nejen základní přednosti symbolistické tvůrčí metody (filozoficky hlubší pojetí básnické tvorby, rafinovanější a citlivější básnická obraznost), ale i její limitující faktory (ryze idealistické východisko, sklon k neurčitosti filozofické abstrakce). Symbolistické výrazové prostředky se velmi rychle automatizovaly, měnily se v ustálená myšlenková i metaforická klišé, a tak symbolismus rychle ztrácel svou uměleckou podnětnost. Někteří básníci proto záhy symbolistickou platformu opouštějí (Antonín Sova) a nová nastupující generace (Fráňa Šrámek, František Gellner, Viktor Dyk, Karel Toman) už stojí na ostře protisymbolistických pozicích.

### Přehled díla (pouze první vydání, bez výborů z díla a překladů)
- Román Eduarda Brunnera (1891) – zničen, nepublikován
- Tajemné dálky (Praha, Moderní revue, 1895)[16]
- Svítání na západě (Praha, Moderní revue, 1896)[17]
- Větry od pólů (ornamentace od Karla Hlaváčka, Moderní revue, 1897)[18]
- Stavitelé chrámu (Praha, Moderní revue, 1899)[19]
- Ruce (kresbami doprovází František Bílek, nákl. vl., 1901)[20]
- Hudba pramenů (Praha-Královské Vinohrady, Hugo Kosterka, 1903)[21]
- Jediné dílo (esej, vyzdobil leptem Jan Konůpek, dřevoryty Zdenka Braunerová; vytiskl na ručním lisu a vydal svým nákladem v Litomyšli Josef Portman, 1923). Zobrazení exemplářů s možností jejich objednání
- Zrcadlení v hloubce (esej, vytiskl na ručním lisu a vydal svým nákladem v Litomyšli Josef Portman, 1924)
- Smysl boje (esej, Litomyšl, Josef Portman, 1925)
- Přítomnost (esej, Litomyšl, Josef Portman, 1926)
- Dopisy Otokara Březiny I, Františku Bauerovi (vydal Miloslav Hýsek, upravil A. Chlebeček, v Praze, Fr. Borový, 1929)
- Dílo smrti I (Praha, Matěj Lukšů a Emanuel Chalupný, 1930)
- Dopisy Otokara Březiny Anně Pammrové z let 1889 až 1905. (Vyd. Emanuel Chalupný, Praha, Nová říše, 1930)
- Několik dopisů Otokara Březiny, jež vybrány z jeho korespondence s Emanuelem z Lešehradu s připojením dopisu, psaného r. 1892 spisovateli M. A. Šimáčkovi. (V Praze: Alois Srdce, 1930)
- Dopisy Otokara Březiny II, Emanuel Chalupný. (Dopisy a výroky Otokara Březiny, v Praze, Fr. Borový, 1931.) Zobrazení exemplářů s možností jejich objednání
- Skryté dějiny (esej z rukopisné pozůstalosti, upravil Otakar Fiala, Praha, Emanuel Chalupný, 1931)[p 1]
- Dopisy Otokara Březiny 3, Františku Bílkovi. (V Praze, Fr. Borový, 1932)
- Listy Otokara Březiny Jakubu Demlovi. (V Tasově, Jakub Deml, 1932)
- Vzájemné dopisy Otokara Březiny a Františka Xavera Šaldy (1932) [22]
- Spisy Otakara Březiny (1913) - vyšlo celkem pět sbírek, které uznal za své. [23]
- Oslnění svobody (1939) [24]
- Básnické spisy (1913) [25]

Novodobá úplná vydání:
- Skryté dějiny – postupně byly vydávány až posmrtně; druhá kniha esejů poprvé v úplnosti až 1970 (ed. Josef Zika)
- Hudba pramenů a jiné eseje (1989) – první souborné vydání esejistického díla (ed. Petr Holman); druhé, rozšířené vydání pod názvem Eseje (1996)
- Korespondence I (1884–1908), Korespondence II (1909–1929); (2004) – první souborné vydání básníkova díla korespondenčního (ed. Petr Holman).

### Charakteristika vrcholných básnických sbírek
Tajemné dálky (1895)
- píše o svém trpkém mládí (musel si vše zařídit sám) a o zbytku trpkosti svého života
- snaží se přiblížit k „dokonalému principu“ a nalézt spojení mezi člověkem a vesmírem
- nadšení u nové generace, u staré byl odpor.

Konstitutivními pojmy Březinova básnického světa se stávají „tajemství“, „umění“, „samota“, „smrt“. Loučí se s dosavadním životem a tvorbou, neguje minulost, která je často spojena s odporem ke skutečnosti. Kult smrti, který má velmi blízko k dekadentní adoraci zániku a nebytí, je často vyjadřován typicky dekadentními obrazy („vzpomínek řasnaté závoje černé“). Přírodní děje symbolizují duchovní procesy – lidskou samotu nelze zmírnit prožitkem přírody. Tato sbírka má v Březinově tvorbě přechodné postavení – objevují se zde ještě vyumělkované poetismy a pozůstatky lumírovského verbalismu. Svět Tajemných dálek, v němž dominovala samota, bolest a smrt, se nemohl stát noetickou základnou básníkova uměleckého vývoje natrvalo.

Svítání na západě (1896)
- oxymoronický název
- opakem trpkého pozemského života je smrt
- smrt je začátek něčeho nového.

Kult krásy, bolesti a smrti, ale oproti Tajemným dálkám je temnota pramenem světla, smrt otevírá cestu vyššímu poznání. Je to pokus sblížit „krajinu snů“ se „zemí žití“. Zatímco v Tajemných dálkách byl především lyrikem vlastního „já“, vyvstávají zde básnické konstrukce obecných zákonitostí chápaných jako součást kosmického procesu. Hlavním hrdinou je duše, jejímž středem prochází stále bolestně pociťovaná protikladnost hmotného a duchovního světa ztělesněná „tajemnou vinou“. Objevují se zde první velké symbolické postavy (Vladaři snů, Silní) – vliv Nietzscheho.

Větry od pólů (1897)
- objevuje se velký mysticismus
- hledá odpověď na otázku, která tajemná síla řídí svět
- odpověď nenajde, ale každý člověk má pocit tajemné viny, překonat vinu pomůže pouze přátelství.

Základem je idea o existenci dvou světů (hmotného a duchovního), přičemž vše živé směřuje k světu ducha a idejí, kde jsou smiřovány všechny protiklady a je zde sídlo věčné spravedlnosti. Konstantní symbol zrání k mystické jednotě všeho živého. Zmizel bolestný dualismus reality a snu, na vrcholu světa je Božská Bytost obklopená symbolickými postavami Silných, Svatých a Čistých, kteří jsou odleskem Nejvyššího, jsou jakýmisi archetypy zduchovnělého lidstva budoucnosti. Duše musí stoupat pomocí víry a lásky, oprostit se od individualismu. Básně jsou vytvářeny pomocí řady významově samostatných obrazů, které vyjadřují celý komplex smyslově názorných představ a myšlenek. Spirituální charakter básní je pak ještě podtržen jejich vnitřním členěním (apostrofy, refrény, litanické enumerace), které dává této poezii ráz modliteb. Silně spiritualizovaný vztah ke skutečnosti však často odnímal realitě její přirozenou dialektickou protikladnost, proto se v básníkově kosmu musela zásadně objevit statičnost.

Stavitelé chrámu (1899)
- nejgeniálnější jedinci ve společnosti jsou nositelé pokroku.

Jsou Svatí, kteří chtějí svými činy vykoupit utrpení milionů. Snaha překonat statičnost a básnickou umělost Větrů od pólů se projevuje v rozmanitosti básnických forem a značném výskytu konkrétní látky ze soudobé reality – obraz města a bezejmenných zástupů. Reflexívní poezie (i když stále převládá) nemá tak dominantní postavení, ale objevují se zde i básně vysloveně lyrické, epické i chórická lyrika. Naléhavá přítomnost bídy zástupů narušuje básníkovy spirituální jistoty: láska k Umění a láska kosmická se proměňuje v lásku k milionům trpících bratří. Rodí se zde další Březinova symbolická postava: Prorok (předobrazem je Jeremiáš): básník už nechce jen sloužit Umění, ale obětovat se pro bratry. Básník vykročil z úzkého okruhu své individuality a začíná vytvářet osobitý kosmický mýtus jako symbol mnohotvárné skutečnosti. Příklon k pozemskosti a zesílení smyslu pro sociální problematiku doby znamenal zkonkrétnění básníkovy obraznosti, a tím i její snazší čtenářské pochopení, proto byli Stavitelé chrámu často považováni za vrchol Březinova díla.

Ruce (1901)
- každý člověk je nositelem pokroku a je přínosem pro svět
- řetěz rukou/lidí objímá zeměkouli.

Kosmický mýtus o sbratření všech lidí. Jedině vzepětí tvořivé činnosti veškerého lidstva vysvobodí člověka z pout „tragické viny“ a vdechne život „Jedinému Člověku“ – Březinově symbolické projekci budoucího sociálně i duchovně sjednoceného lidstva.

## Přínos
- bohatý jazyk – hlavně o náboženské pojmy
- velká obrazová fantazie
- patos – přehnaná citovost
- kosmické vizionářství
- velká hudebnost veršů

## Ukázka z korespondence
Dopis překladateli Camillu Hoffmannovi
Jaroměřice 8. dubna 1918

Milý pane,

prohlédl jsem Vaše krásné překlady a dovolil jsem si tu a tam tužkou po straně připsati několik poznámek k vysvětlení originálu.

Báseň Hvězd hasnou tisíce (v překladě str. 37) žádala by jambického rytmu s přízvučnou slabikou na konci každého verše, jak na některých místech šťastně jste vystihl. Smyslem jest překlad věrný; snad by bylo možno o přeměnu rytmu se ještě pokusiti. Kdybyste ještě potřeboval někde mého vysvětlení, jsem bratrsky ochoten Vám ho podati.

Zatím pozdravuji oddaně a děkuji za milý list.

O. B.

## Ocenění
- Dopisujícím členem České akademie věd a umění byl zvolen 5. prosince 1913, řádným 23. května 1923.[27]
- V roce 1919 získal čestný doktorát Karlovy univerzity.[15]
- Roku 1928 obdržel Státní cenu za literaturu, a s ní spojených 100 000 korun – tuto částku věnoval Svatoboru.
- Byl osmkrát (1916, 1917, 1918, 1920, 1921, 1925, 1928 a 1929) navržen na Nobelovu cenu za literaturu, udělena mu ale nebyla nejspíš proto, že se Březina netajil skutečností, že o cenu nestojí a že by si přál, aby laureáti byli mladší než on.[28]
- V roce 2024 byla při výročí úmrtí u muzea Otokara Březiny v Jaroměřicích nad Rokytnou odhalena pamětní deska u katalpy v zahradě muzea.[29]

## Galerie

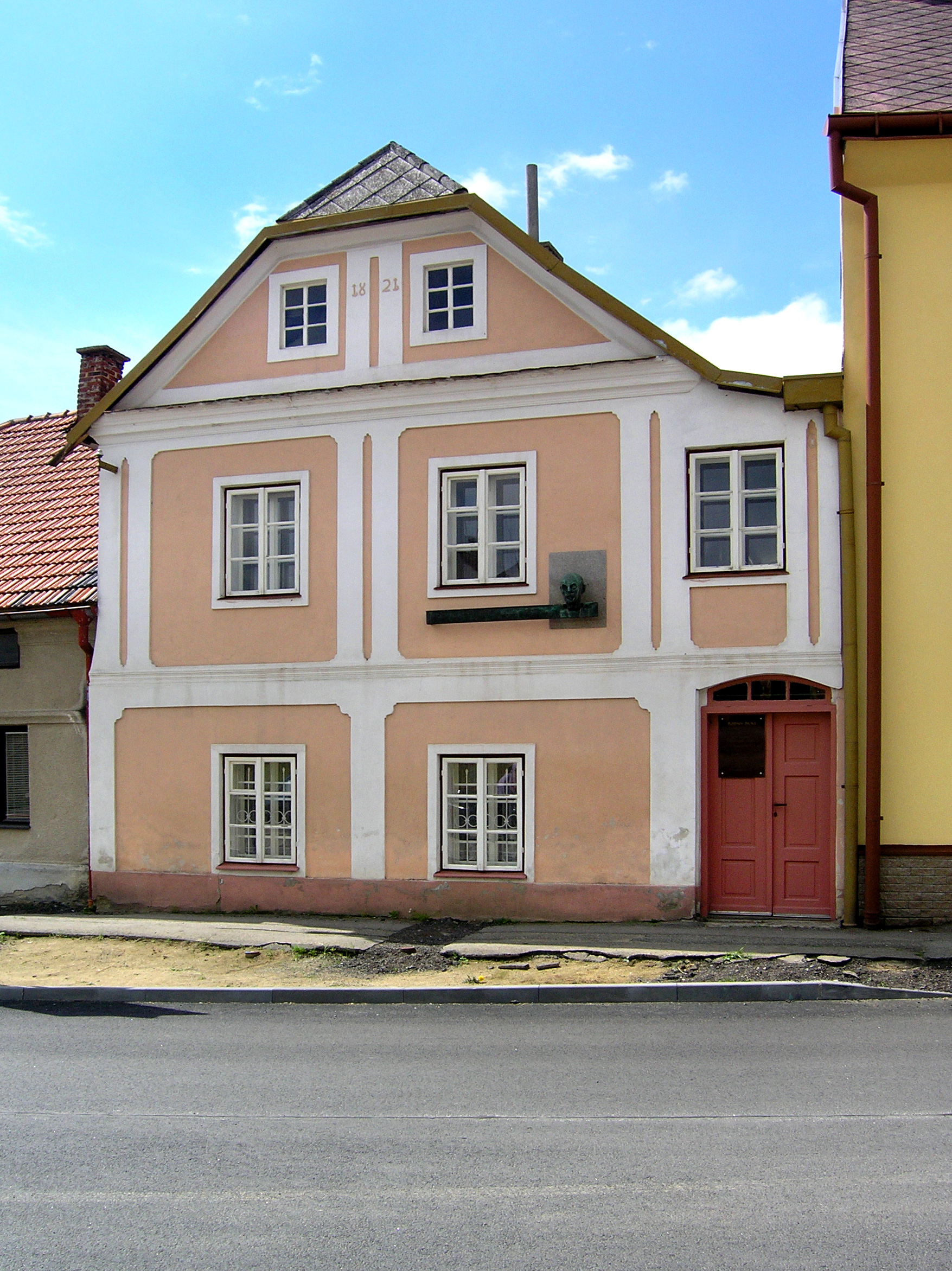
Rodný dům Otokara Březiny v Březinově ulici v Počátkách
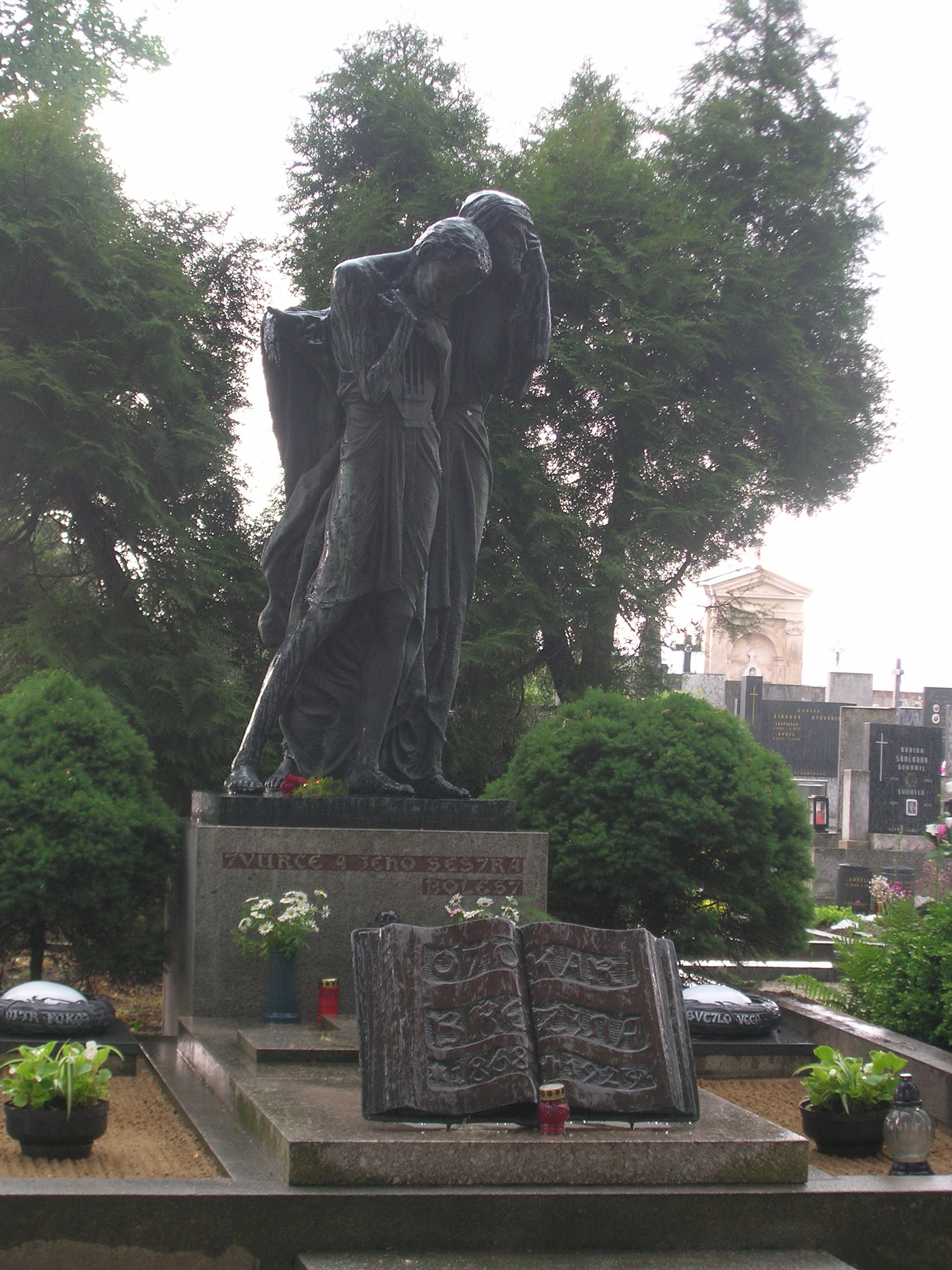
Březinův hrob na jaroměřickém hřbitově